# Esa Lindell
Esa Lindell (Helsinki, 23 maggio 1994) è un hockeista su ghiaccio finlandese.

## Palmarès

### Mondiali
- 1 medaglia:
  - 1 argento (Russia 2016)